# Hövej, Győr-Moson-Sopron
Hövej  este un sat în districtul Kapuvár, județul Győr-Moson-Sopron, Ungaria, având o populație de 302 locuitori (2011). 

## Demografie
Componența etnică a satului Hövej
     Maghiari (97,05%)
     Germani (2,95%)
Componența confesională a satului Hövej
     Romano-catolici (74,83%)
     Reformați (1,66%)
     Luterani (1,32%)
     Necunoscută (22,19%)
Conform recensământului din 2011, satul Hövej avea 302 locuitori. Din punct de vedere etnic, majoritatea locuitorilor (97,05%) erau maghiari, cu o minoritate de germani (2,95%).  Din punct de vedere confesional, majoritatea locuitorilor (74,83%) erau romano-catolici, existând și minorități de reformați (1,66%) și luterani (1,32%). Pentru 22,19% din locuitori nu este cunoscută apartenența confesională.